# Gouania lupuloides
Gouania lupuloides är en brakvedsväxtart som först beskrevs av Carl von Linné, och fick sitt nu gällande namn av Ignatz Urban. Gouania lupuloides ingår i släktet Gouania och familjen brakvedsväxter. Inga underarter finns listade i Catalogue of Life.